# Xavier Permanyer i Mon
Xavier Permanyer i Mon   (7 de maig de 1941 - Barcelona, 16 de juny de 2019) fou un directiu d'empresa català que jugà un important paper en la història del fabricant de motocicletes Montesa. Fill del fundador, Pere Permanyer, i un dels principals directius de la marca, continuà amb el llegat que va deixar el seu pare. Entre les dècades de 1960 i 1980 fou el màxim responsable del departament de competició i de l'àrea de comunicació de la marca d'Esplugues de Llobregat. Al mateix temps, entre 1968 i 1978 en fou director industrial, sempre amb la col·laboració dels seus germans Pere i Jordi. Com a director esportiu de Montesa, endegà diverses iniciatives per a fomentar la formació de nous valors, entre elles el Trofeu Montesa i la Copa Crono.
Permanyer va deixar Montesa el 1986, un cop l'empresa fou absorbida per Honda, però malgrat tot continuà sempre lligat a la marca i en mantingué viu el record, tot participant en nombrosos esdeveniments i homenatges lligats a la històrica empresa catalana. A banda, en conservava un complet arxiu imprès i audiovisual, complement de la valuosa col·lecció del seu pare que es pot contemplar al mNACTEC de Terrassa.